# Zabohonie
Zabohonie (biał. Забагонне; ros. Забагонье) – wieś na Białorusi, w obwodzie grodzieńskim, w rejonie zelwieńskim, w sielsowiecie Zelwa.
W dwudziestoleciu międzywojennym wieś leżała w Polsce, w województwie białostockim, w powiecie wołkowyskim, w gminie Izabelin. 16 października 1933 utworzyła gromadę w gminie Izabelin. Po II wojnie światowej weszły w struktury ZSRR.